# Raymund Netzhammer

Raymund Netzhammer (um 1906)

Raymund Netzhammer OSB, (* 19. Januar 1862 in Erzingen; † 18. September 1945 auf Insel Werd, Schweiz) war römisch-katholischer Erzbischof von Bukarest.

## Leben
Im Kreis Waldshut, in der heutigen Verbandsgemeinde Klettgau als Albin Netzhammer geboren, trat er als 1881 in die Benediktinerabtei Maria Einsiedeln ein, erhielt den Ordensnamen Raymund und wurde am 5. September 1886 zum Priester geweiht.
Von 1887 bis 1900 lehrte er an der Stiftsschule des Klosters Einsiedeln und war 1894/95 auch Vizestatthalter des Stiftes. Am 15. September 1900 reiste er nach Bukarest, wo ihn der dortige Erzbischof Joseph-Xavier Hornstein zum Superior seines Priesterseminars einsetzte und ihn zum Ehrendomherrn ernannte. 1902 kehrte Netzhammer nach Einsiedeln zurück. Im Herbst 1903 kam er als Cellerar an das Päpstliche Athenaeum Sant’Anselmo nach Rom und wurde 1904 Rektor des päpstlichen griechischen Kollegs.
Am 16. September 1905 ernannte ihn Papst Pius X. zum Erzbischof von Bukarest. Die Bischofsweihe in San Anselmo spendete ihm am 5. November 1905 Kardinal Girolamo Maria Gotti OCD, Präfekt der Kongregation für die Verbreitung des Glaubens.
Im Jahr 1909 legte er den Grundstein der Bukarester Basiliuskirche, der ersten rumänisch-unierten Kirche im Königreich Rumänien.
Am 14. Juli 1924 trat er als Erzbischof von Bukarest zurück und wurde zum Titularerzbischof von Anazarbus ernannt. Am 23. Juni 1925 wurde er zum päpstlichen Thronassistenten und römischen Grafen ernannt. Seinen Altersruhesitz nahm er 1927 im Kloster Werd bei Eschenz im Kanton Thurgau in der Schweiz. Am 8. September 1931 feierte er die goldene Profess.

## Auszeichnungen
- 1906: Jubiläumsmedaille (Rumänien)
- 1912: Orden der Krone von Rumänien im Rang eines Großoffiziers.
- 1918: Großkreuz des Franz-Joseph-Ordens.
- Ehrenmitglied der Rumänischen Numismatischen Gesellschaft.
- Mitglied der Österreichischen Numismatische Gesellschaft, Wien

## Schriften
- Theophrastus Paracelsus. Einsiedeln 1901.
- Das altchristliche Tomi. Salzburg, 1903.
- Aus Rumänien. Einsiedeln, 1909.
- Der Bau der rumänisch-unierten Kirche in Bukarest. Einsiedeln-Köln 1910.
- Die christlichen Altertümer der Dobrudscha. Bukarest 1923.
- Die Insel Werd. 1931. 2. Auflage 1934.
- Epiktet und Astion, diokletianische Märtyrer am Donau-Delta. Zug, 1936.
- Eschenz. 1938.
- Die christlichen Märtyrer am Ister. Bukarest, 1939.